# 卡尔·弗里德里希·莱歇
卡尔·弗里德里希·莱歇（德語： 西班牙語：（1860年10月31日—1929年2月26日）是德国植物学家，但一直在智利和墨西哥工作。
他出生于德累斯顿，1885年在莱比锡获得博士学位，在德累斯顿作为教授工作，1889年到智利塔尔卡附近的海港城市宪法港工作，1896年，到墨西哥做教授，同时兼任智利圣地亚哥的国家自然历史博物馆植物部主任，其间在《智利大学学报》上先后发表过多篇文章，并出版了6卷《智利植物分类研究》。1911年，他被任命为墨西哥植物园的教授，并被选为德国植物学会的通讯会员，1924年，他回到德国，作为国家植物标本收集的独立调查员，1926年，他又回到墨西哥，继续完成他关于智利植物的研究工作，1928年，他成为慕尼黑-纽伦堡植物园的显花植物部主任， ，次年在慕尼黑逝世。 
石竹科的藓缀属（Reicheella）、桃金娘科的Reichea属和仙人掌科的Reichenecactus属等南美洲植物都是以他命名的。  